# Opéra de Tachkent
 (décembre 2024).
Si vous disposez d'ouvrages ou d'articles de référence ou si vous connaissez des sites web de qualité traitant du thème abordé ici, merci de compléter l'article en donnant les références utiles à sa vérifiabilité et en les liant à la section « Notes et références ».
L'opéra de Tachkent, ou plus officiellement le théâtre de la république d'opéra et de ballet Alicher Navoï (Республиканский театр Оперы и балета им. Алишера Навои), est un édifice culturel de la ville de Tachkent, capitale de l'Ouzbékistan.

## Historique
L'édifice a été construit par Alexeï Chtchoussev entre 1940 et 1947 et solennellement inauguré en novembre 1947 pour le cinq-centième anniversaire de la naissance d'Alicher Navoï, dont il porte le nom. Il se trouve à l'emplacement de l'ancien bazar de la ville ouvert le dimanche.
La salle du théâtre peut accueillir 1 400 spectateurs. Sa scène mesure 540 mètres carrés. Son foyer comprend six salles situées à trois étages longeant la salle de spectacle. Chacune porte le nom d'un oblast (province) de la RSS d'Ouzbékistan de l'époque : celui de Tachkent, celui de Samarcande, celui de Boukhara, celui de Termez, celui de Khiva et celui de Ferghana et sont décorées respectivement par les ouvriers et les artisans de ces provinces.
Chtchoussev reçoit en 1948 le prix d'État d'URSS pour la construction de l'opéra de Tachkent.